# Barge (Stade)
Barge ist ein Ortsteil im Süden der Hansestadt Stade. Der alte Siedlungsplatz wurde 1337 zusammen mit Riensförde erstmals als Flurname erwähnt.
Bis ins 18. Jahrhundert bestand Barge nur aus einem Vollbauernhof, zwei Katen und einer Mühle. Im 19. Jahrhundert stieg die Einwohnerzahl auf gut 100.  In der Gemarkung Barge wurde ab 1934 der Stader Fliegerhorst gebaut. Aus diesem Grund wurde am 15. August 1935 Barge nach Stade eingemeindet. Südlich von Barge befindet sich die 1989 als geschützter Landschaftsbestandteil und seit 2017 als Naturschutzgebiet ausgewiesene Barger Heide, welche von 1871 und ab 1935 zeitweise als Truppenübungsplatz diente.